# Victor-Ferdinand Bourgeois
Pour les articles homonymes, voir Bourgeois.
Victor-Ferdinand Bourgeois, né le 1er août 1870 à Amiens et mort le 6 octobre 1957 à Dieulefit, est un artiste peintre et dessinateur français.

## Biographie
Peintre naturaliste à ses débuts, produisant des œuvres sombres dans le style de l’école d’Étaples, Bourgeois, flirtant ensuite avec l’impressionnisme, éclaircit sa palette après 1907 au contact de la lumière du Sud de la France. 
Au printemps 1911, Armand Guillaumin l’invite au Trayas à peindre, à ses côtés, les rochers rouges du massif de l’Estérel. S’ensuit un choc chromatique qui influencera durablement l’art de Bourgeois consacré essentiellement à la peinture de paysage. Ses pastels traduisent, encore davantage que ses peintures, sa recherche permanente de clarté et de transparence.

### D’Amiens à Paris
Élève à l’École régionale des Beaux-Arts d'Amiens, Victor-Ferdinand Bourgeois intègre, à 20 ans, celle des Arts Décoratifs de Paris, où il remporte tous les Prix. Classé Hors-Concours  en 1892, il est attaché à la direction artistique de la Manufacture nationale de Sèvres, puis à l’atelier de Luc-Olivier Merson, nommé à l’Académie des Beaux-Arts, cette année-là.
Reçu premier sur quatre cents au concours de l’École des Beaux-Arts en 1894, Bourgeois remporte le Prix Chenavard en 1897, ce qui lui ouvre les portes du Salon des Artistes Français l’année suivante. Il y présente La ville d’Amiens recevant les hommages de ses industries. La toile, aussitôt achetée par l’État, figure à l'exposition universelle de 1900 avant d'être placée à l’hôtel de ville d’Amiens. Son domicile à Paris est alors le 3, rue Vercingétorix.

### Peintre naturaliste et de Salon
En 1901, Victor-Ferdinand Bourgeois se représente au Salon avec Dur labeur qui met en scène des travailleurs procédant à l’extraction de la tourbe dans les marais de Long (Amiens, Musée de Picardie). La toile, de taille imposante, exploite la veine des sujets naturalistes popularisés par Léon Augustin Lhermitte ou Jules Bastien-Lepage, depuis le début des années 1870. 
Outre le Portrait du père de l’artiste en ouvrier  (Amiens, Musée de Picardie), son œuvre réaliste la plus ambitieuse est le triptyque Chez les Chouans  (Amiens, Musée de Picardie), dans lequel Bourgeois décline, en trois volets, les thèmes universels de la jeunesse, de la famille et de la vieillesse. L’œuvre, présentée au Salon de 1902, n’est pas sans évoquer le grand triptyque de Charles Cottet intitulé Au pays de la mer : Ceux qui s'en vont, Le repas d'adieu, Celles qui restent, toile de 1898 exposée au Musée d’Orsay, à Paris.

### Le séjour à Étaples
Outre les ouvriers picards, Bourgeois s’intéresse également aux travailleurs de la mer de sa région. Il se rend plusieurs fois à Étaples entre 1907 et 1909, où séjourne temporairement ou l’année une communauté d’artistes français (Gaston Balande, Henri Le Sidaner, Eugène Chigot, Jules Adler, Francis Tattegrain) et étrangers (Rupert Bunny, Iso Rae, Hilda Rix Nicholas, etc.) attirés, comme lui, par l’activité du port et le prix modique des loyers à payer pour une maison de pêcheur transformée en atelier d’artiste. Sur place, il peint L’Arrivée du poisson  ou le Retour des pêcheuses de crevettes, toiles exposés respectivement aux Salons de 1907 et de 1908.

### Le voyage en Suisse
Bourgeois, qui compte parmi les artistes fondateurs du Salon d’Automne (1903), se familiarise avec la technique du pastel à l’occasion d’un voyage en Suisse qu’il entreprend à l’automne 1908.  Il réalise, sur place, des paysages  lumineux qu’il expose en février de l’année suivante chez Georges Petit (galeriste)  à Paris. L’État se porte aussitôt acquéreur du Lac Léman  pour le compte du Musée d’Amiens. De retour à Paris, Bourgeois tire de ses pastels et dessins, exécutés en Suisse, le sujet de tableaux qu’il présente au Salon des Artistes Français de 1910 et de 1911. Le voyage en Suisse constitue une étape importante dans le développement de l’art de Victor-Ferdinand Bourgeois. Les œuvres inspirées de ce séjour comptent, sans aucun doute, parmi les plus réussies de sa carrière.

### Avec Armand Guillaumin dans l’Estérel
Armand Guillaumin invite Victor-Ferdinand à le rejoindre dans le Midi, au printemps 1911. Ensemble, ils parcourent la Côte d’Azur, s’attardant entre la baie d’Agay et Le Trayas. À cet endroit précis, les rochers rouge vif, illuminés par le bleu intense de la mer et la lumière incomparable du Sud, offrent aux deux compères un panorama et un motif à peindre d’exception. 
Le choc chromatique est total pour Bourgeois, comme il le fut pour Guillaumin lors de sa première visite au Trayas, en 1895. Le spectacle de feu des rochers rouges embrase la palette du peintre picard qui réalise, sur place, de nombreux croquis et pochades lumineuses  qu’il traduira ensuite en peintures  et en pastels flamboyants. Ceux-ci, avec leurs accents de peinture fauve, constituent un point de non-retour. Bourgeois se révèle enfin à lui-même. Il peint dès lors la nature avec les mêmes yeux que Guillaumin et, à travers lui, il hérite de la sensibilité de Monet, Sisley, Gauguin et Othon Friesz, qui ont aimé et célébré la lumière, comme lui.  Les sorties dans l’Estérel ont tenu leurs promesses. « J’ai gardé de notre séjour au Trayas un souvenir exquis », écrit Guillaumin à Bourgeois dans une lettre datée du 6 janvier 1914.

### Dieulefit
Après le décès de sa seconde épouse, Bourgeois se remarie le 19 mars 1928 avec Jeanne Marthe Bertrand, native de Dieulefit. Le couple s’installe dans la commune qui vit se réfugier de nombreux artistes et écrivains, pendant la Seconde Guerre mondiale (Louis Aragon, Clara Malraux ou René Char). Il vit désormais loin du monde, retiré à Dieulefit. Il ne s’y soustrait qu’avec l’insistance de ses admirateurs et des organisateurs de salons qui consacrent, à plusieurs reprises, des expositions rétrospectives à son œuvre, dont celle du Salon d’Hiver 1945, qui fait suite à celle du Cinquantenaire de la Fondation des Prix du Salon et Bourses de voyages, en 1926. 
En 1938, Le départ du bateau grec est choisi par la Société Lyonnaise des Beaux-arts pour rehausser son Salon de 1938. Hormis ces rares événements, aucun de ses amis fidèles, tels Paul Chabas, Georges Rouault et bien sûr Guillaumin, n’arrivent à le détourner de la solitude de son atelier dauphinois.
Au terme d’une carrière aussi solitaire que primée par les jurys et estimée des amateurs, Victor-Ferdinand Bourgeois s’éteint à Dieulefit, le 6 octobre 1957.

## Œuvres dans des musées
- La ville d’Amiens recevant les hommages de ses industriels, 1897. Hôtel de ville d'Amiens ;
- Chez les Chouans, 1902. Musée de Picardie, Amiens ;
- Lac Léman, 1908. Musée de Picardie, Amiens.

## Expositions
(liste non exhaustive)
- Exposition de pastels par Victor Bourgeois - 16–28 février 1909, Galerie Georges Petit, Paris
- Victor F. Bourgeois, Peintures & Pastels - 30 novembre – 31 décembre 1945, Salon d’Hiver, Palais de Tokyo, Paris
- French Naturalist Painters 1890-1950 - 12 juin - 7 juillet 2012, The Fleming Collection, Londres